# 畠山義堯
畠山 義堯（はたけやま よしたか）は、戦国時代の武将、守護大名。河内・山城の守護。畠山総州家5代。

## 生涯
畠山総州家は、応仁の乱で名を馳せた畠山義就を祖として河内上半国や大和国に勢力を有し、河内下半国や紀伊国に勢力を有する尾州家と内紛を続けていた。
父の畠山義英の代には半将軍と呼ばれた細川京兆家の細川政元と手を結び畠山尾州家の畠山尚順、畠山稙長との戦いを優勢に進めた。しかし、その後に畠山尾州家と和睦し細川政元と対立した上に、永正4年（1507年）に起きた永正の錯乱後の政争に巻き込まれて劣勢となり、最終的に阿波国の細川澄元の娘を子の義堯の妻に迎えて同盟し、足利義稙を擁する細川高国、畠山稙長ら幕府軍に対して抵抗を続けていた（両細川の乱）。
義堯は、大永2年（1522年）頃に畠山総州家の家督を継いだ。大永6年（1526年）7月、細川高国が家臣の香西元盛を上意討ちにして丹波国の国人衆の支持を失い失脚すると、その前後に義堯が幕府の管領となったようである（ただし、近年では細川高国が大永元年（1521年）に管領を辞任した後、室町幕府の滅亡まで管領職は空席だったとする見方が有力視されている）。
大永7年（1527年）2月、細川高国は上洛してきた丹波勢の波多野元清・柳本賢治兄弟、阿波勢の三好長家・三好政長兄弟に敗れ、将軍足利義晴と共に近江の六角氏に元に落ち延びた（桂川原の戦い）。そして、細川澄元の子・細川晴元が擁していた足利義維が和泉国堺に上陸し堺公方が成立、義堯も堺公方の傘下に入り上洛した。同年10月には再上洛してきた細川高国を桂川で迎え撃ち、越前国の将である朝倉宗滴と戦った（川勝寺口の戦い）。
享禄元年（1528年）には義堯と組んだ柳本賢治の軍勢が、畠山稙長の本拠地である河内高屋城を落とし畠山尾州家との戦いも優勢に進めた。また重臣の木沢長政（河内国飯盛山城城主）を京都の防衛に置いている。
しかし、享禄3年（1530年）に細川高国方の浦上村宗が播磨国統一を果たして柳本賢治を討ち摂津国に侵攻すると、義堯の兵は京を追われたが、享禄4年（1531年）の大物崩れにおいて、細川晴元の重臣三好元長と共に戦い、細川高国、浦上村宗を討ち取った。しかし、畠山義堯、三好元長は、堺公方の処遇を巡って細川晴元と対立。勢力拡大を警戒されたばかりか、晴元との関係強化を独自に画策する木沢長政が離反して河内守護代の遊佐堯家を殺された上、畠山稙長まで加わった連合軍を形成されて攻撃を受けた。
享禄5年（1532年）6月15日、三好元長と連携し、木沢長政の居城・飯盛山城を攻囲し、戦局を優位に進めていた中、長政の支援に現れた一向一揆に敗れて自刃した（飯盛城の戦い）。家督は木沢長政が擁立した畠山在氏が継いだ。